# Solar Ferrão
O Solar Ferrão é um edifício situado no Pelourinho, Centro Histórico de Salvador, capital do Estado brasileiro da Bahia, e que integra o patrimônio nacional tombado pelo IPHAN. No prédio está instalado o Museu Abelardo Rodrigues, de arte sacra.
Situa-se na esquina entre a rua Gregório de Matos e a Ladeira do Ferrão.

## Histórico
Sua construção foi iniciada em fins do século XVII, e indícios construtivos sugerem que ele seja resultado da fusão de dois sobrados. Uma dessas casas pertenceu ao rico comerciante português Antônio Maciel Teixeira, quando a cidade vivia o auge de crescimento derivado do ciclo da cana-de-açúcar. O local foi residência da família Maciel até o ano de 1756, quando passou a ser sede do seminário dos jesuítas de Salvador, que promoveu obras de adaptação. Entre 1793 e 1814 foi residência de Pedro Gomes Ferrão Castelo Branco - que lhe emprestou o nome atual. Passou por diversos usos e donos até sua aquisição pelo Governo Estadual, em 1977.
O Solar é um casarão nobre construído entre os séculos XVII e XVIII, localizado numa zona de grande declive, tendo por isso três pavimentos na frente e seis no fundo, além de um porão. Na fachada principal abrem-se duas portadas, datadas de 1690 e 1701, decoradas com volutas e relevos. O piso mais alto tem janelas com sacadas e gradis de ferro. No pavimento nobre há cômodos com tetos forrados com painéis de madeira.

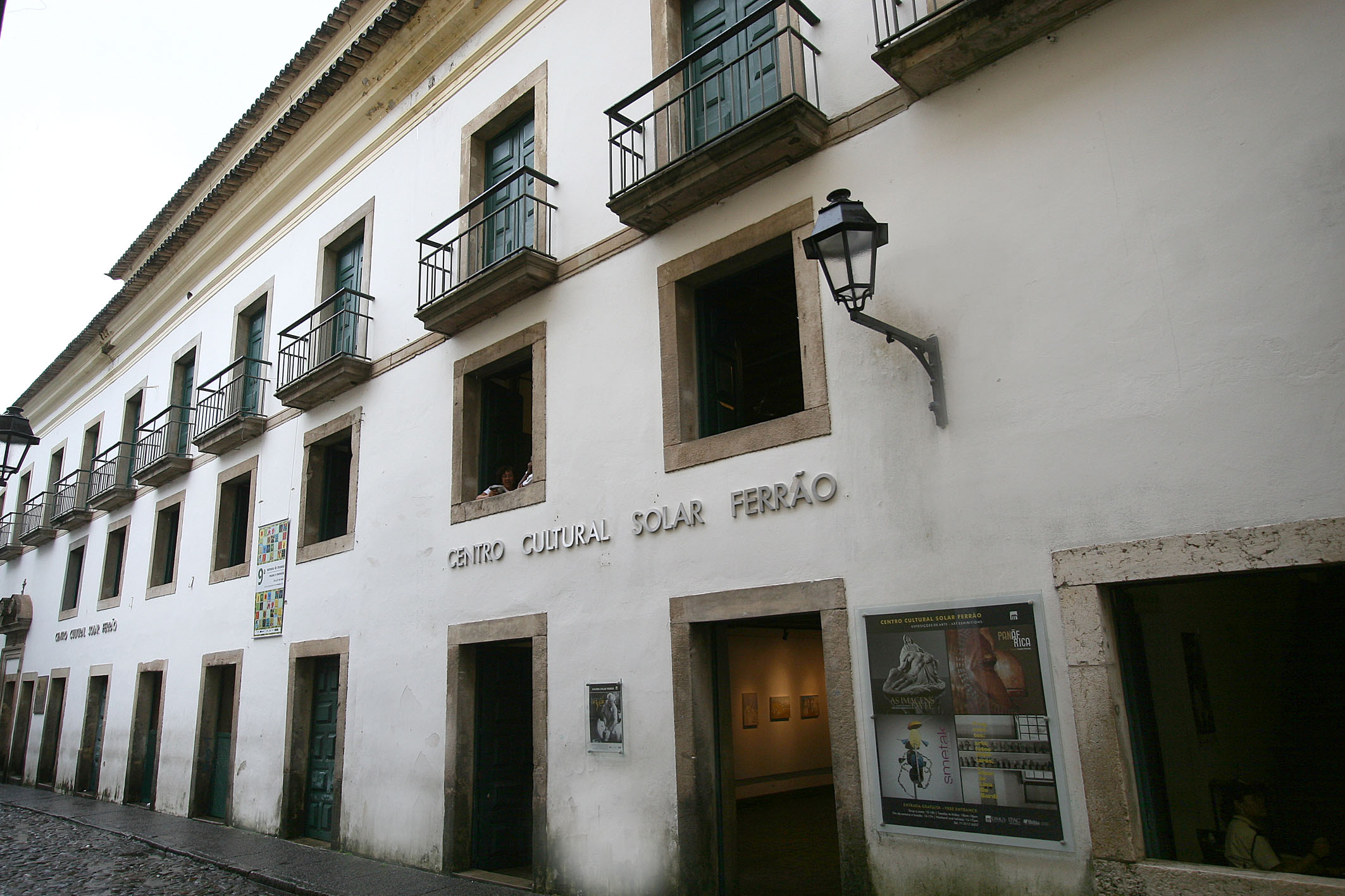
Fachada do Solar, com o letreiro do Museu Abelardo Rodrigues.

Chamado de "A Casa Nobre do Pelourinho", o prédio foi tombado em 1938 pelo Instituto Nacional do Patrimônio Histórico e Artístico Nacional. Segundo a Diretora do Museu Abelardo Rodrigues, a museóloga Graça Lobo, "pela originalidade de seu partido arquitetural e artístico qualificou sua inscrição no Livro de Belas Artes do IPHAN".

## Reformas
Depois de sua aquisição o prédio passou por diversas reformas, que revelaram-lhe peculiaridades arquitetônicas como colunas de arenito torneadas, pinturas nos tetos de salões, vestígios de instalações sanitárias datadas do século XVIII, cloacas, etc.
Em 2008, com a comemoração dos quarenta anos do Instituto do Patrimônio Artístico e Cultural da Bahia - IPAC - órgão ao qual vincula-se o Museu Abelardo Rodrigues, uma nova reforma foi realizada.